# Autódromo Internacional Nelson Piquet
Autódromo Internacional Nelson Piquet (Jacarepaguá) – tor wyścigowy położony w pobliżu Rio de Janeiro w Brazylii. Obiekt 10 razy gościł wyścig o Grand Prix Brazylii Formuły 1. Pierwszy wyścig Formuły 1 odbył się tutaj w sezonie 1978. W kolejnych dwóch latach zawody powróciły na Interlagos by ponownie zagościć na Jacarepaguá w sezonie 1981. Od tamtego czasu przez kolejnych 9 sezonów (do sezonu 1988) wyścig rokrocznie organizowany był na tym torze.
W latach 1996–2000 na wersji owalnej toru, liczącej 3,019 km, rozgrywano wyścigi amerykańskiej serii CART. Na potrzeby tych zawodów, obiekt określano jako Emerson Fittipaldi Speedway.
W styczniu 2008 w związku z chęcią organizacji przez Rio de Janeiro Igrzysk XXXI Olimpiady w 2016 zdecydowano, że w miejscu toru powstanie Centrum Olimpijskie.

## ZwycięzcyGP Brazyliina torze Jacarepaguá
| Sezon | Kierowca         | Zespół         |        |
| ----- | ---------------- | -------------- | ------ |
| 1989  | Nigel Mansell    | Ferrari        | Wyniki |
| 1988  | Alain Prost      | McLaren-Honda  | Wyniki |
| 1987  | Alain Prost      | McLaren-TAG    | Wyniki |
| 1986  | Nelson Piquet    | Williams-Honda | Wyniki |
| 1985  | Alain Prost      | McLaren-TAG    | Wyniki |
| 1984  | Alain Prost      | McLaren-TAG    | Wyniki |
| 1983  | Nelson Piquet    | Brabham-BMW    | Wyniki |
| 1982  | Alain Prost      | Renault        | Wyniki |
| 1981  | Carlos Reutemann | Williams-Ford  | Wyniki |
| 1978  | Carlos Reutemann | Ferrari        | Wyniki |